# Архиепархия Сан-Антонио

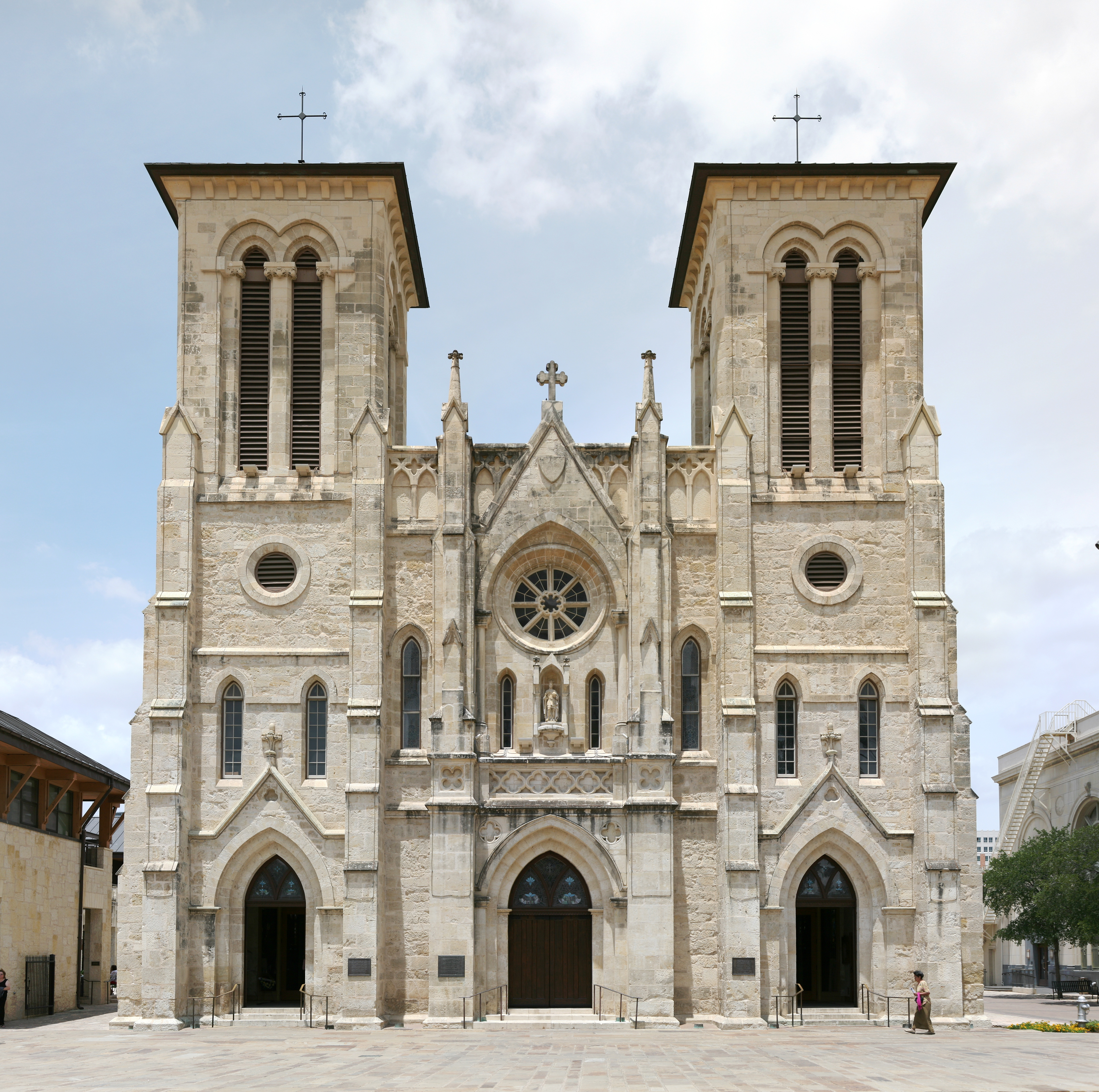
Собор святого Фернандо, Сан-Антонио, США

Архиепархия Сан-Антонио (англ. Archdiocese of San Antonio, лат. Archidioecesis Sancti Antonii) — архиепархия Римско-католической церкви, включающая католические приходы города Сан-Антонио и 21 округа штата Техас: Вал-Верде, Эдуардс, Керр, Гиллеспи, Кендалл, Комал, Гуадалупе, Гонзалес, Ювалде, Кинни, Медина, Бэр, Уилсон, Карнс, Маверик, Завала, Фрио, Атаскоса, Диммит, Ла-Салл и Мак-Маллен.
Кафедральным собором архиепархии Сан-Антонио является Собор святого Фернандо.

## История
28 августа 1874 года Святой Престол учредил епархию Сан-Антонио, выделив её из епархии Галвестона (сегодня — Архиепархия Галвестон-Хьюстона). 3 марта 1914 года епархия Сан-Антонио отдала часть своей территории новой епархии Эль-Пасо.
3 августа 1926 года Римский папа Пий XI издал буллу «Pastoris aeterni», которой преобразовал епархию Сан-Антонио в архиепархию.  В этот же день епархия Сан-Антонио уступила часть своей территории новой епархии Амарилло.
15 ноября 1947 года, 13 апреля 1982 года и 3 июля 2000 года архиепархия Сан-Антонио отдала часть своей территории новым епархиям Остина, Виктории и Ларедо.

## Церковная провинция Сан-Антонио
Архиепархия Сан-Антонио является главной епархией одноимённой церковной провинции.
Архиепископу архиепархии подчинены епископы 7 диоцезов Техаса:
- Епархия Амарилло;
- Епархия Далласа;
- Епархия Эль-Пасо;
- Епархия Форт-Уэрта;
- Епархия Ларедо;
- Епархия Лаббока;
- Епархия Сан-Анджело.

## Ординарии архиепархии
- епископ Энтони Доминик Амброзий Пеллисер[англ.] (02.09.1874 — 14.04.1880)
- епископ Жан Клод Нераз[англ.] (18.02.1881 — 15.11.1894)
- епископ Джон Энтони Форест[англ.] (27.08.1895 — 11.03.1911)
- епископ Джон Уильям Шоу[англ.] (11.03.1911 — 25.01.1918) — назначен архиепископом Нового Орлеана
- архиепископ Артур Жером Дроссартс[англ.] (18.07.1918 — 08.09.1940) — архиепископ с 1926
- архиепископ Роберт Эммет Люси[англ.] (23.01.1941 — 23.05.1969)
- архиепископ Фрэнсис Джеймс Фьюри[англ.] (23.05.1969 — 23.04.1979)
- архиепископ Патрисио Фернандес Флорес[англ.] (23.08.1979 — 29.12.2004)
- архиепископ Хосе Орасио Гомес (29.12.2004 — 06.04.2010) — назначен архиепископом-коадъютором, позднее архиепископом Лос-Анджелеса
- архиепископ Густаво Гарсия-Силлер[англ.] (с 14.10.2010)

## Статистика
Территория юрисдикции архиепархии составляет 72 081 квадратных километров. Католики составляют 32 % населения этой территории. Архиепархия объединяет 695 079 католиков в 139 приходах (2009). Приходы обслуживает 365 священников и 313 постоянных диаконов (2004).